# Tidløs-familien
Tidløs-familien (Colchicaceae) er en familie med ca. 15 slægter og 245 arter, som er udbredt i alle verdensdele, undtagen Sydamerika og Antarktis. Det er stauder med jordknolde eller jordstængler som overvintringsorganer. Væksten er som regel opret, mens en enkelt slægt (Gloriosa) er klatrende. Bladene er oftest siddende, lancetformede til linjeformede og hele med hel rand og parallelle ribber. De danner enten er grundstillet roset eller også sidder de spredtstillet op ad stænglen. Blomsterne er regelmæssige med ensartede kron- og bægerblade, så blomstret ser 6-talligt ud. Også støvdragere er der 6 af, men griflens tre støvfang, at blomsten er 3-tallig.
| Slægter |

| - Androcymbium - Baeometra - Lysblomst (Bulbocodium) - Burchardia - Camptorrhiza - Tidløs (Colchicum) - Klatrelilje (Gloriosa) - Hexacyrtis - Iphigenia - Kuntheria - Littonia | - Merendera - Neodregea - Onixotis - Ornithoglossum - Petermannia - Feklokke-slægten (Prosartes) syn.: Disporum - Sandersonia - Schelhammeria - Triplandenia - Uvularia - Wurmbea |